# Moneglia
Moneglia – miejscowość i gmina we Włoszech, w regionie Liguria, w prowincji Genua.
Według danych na rok 2004 gminę zamieszkiwało 2746 osób, 183,1 os./km².
W miejscowości znajduje się stacja kolejowa Moneglia.